# Benjamin Robins
Benjamin Robins, angleški matematik in vojaški inženir, * 1707, Bath, Somerset, Anglija. † 29. julij 1751, Indija.
Kot prvi je vpeljal Newtonovo matematiko v vojaštvo; njegovo delo je odločilno vplivalo na razvoj artilerije v drugi polovici 18. stoletja ter vpeljavo matematike v vojaške akademije.